# 5. Sinfonie (Kochan)
Die Sinfonie Nr. 5 ist eine Sinfonie von Günter Kochan (1930–2009). Sie entstand in der Zeit von 1985 bis 1987 und wurde am 13. November 1987 in Berlin uraufgeführt. Das Werk hat eine Spieldauer von ungefähr 22 Minuten.

## Orchesterbesetzung
Piccolo, 2 Flöten, 2 Oboen, 2 Klarinetten, Bassklarinette, 2 Fagotte, Kontrafagott, 4 Hörner, 3 Trompeten, 3 Posaunen, Tuba, Pauken, Schlagzeug, 1: Xylophon, Becken, Tamtam, kleine Trommel, 3 Gongs, Schlagzeug, 2: große Trommel, Holztrommel, Becken, 3 Tomtoms, Streicher (stark besetzt).

## Sätze
Die Sinfonie besteht aus vier Sätzen.

## Analyse
Der Musikwissenschaftler Hansjürgen Schaefer beschrieb die Sinfonie in der Musikzeitschrift Musik und Gesellschaft als typisch Kochanisch: „konzentrierteste Arbeit mit dem Material im Sinne klassischer thematischer Strukturen und ihrer Entwicklung, Fortspinnung und Kontrastierung, polyphone Strukturen, Rhythmisches als bohrende Triebkraft klanglicher Abläufe.“

## Uraufführung
Das Werk wurde 1987 vom Berliner Sinfonie-Orchester unter der Leitung von Claus Peter Flor, der auch die Leitung der 4. Sinfonie zwei Jahre zuvor innehatte, im wiedereröffneten Konzerthaus Berlin uraufgeführt. Sie stellte einen vorläufigen Höhepunkt seines sinfonischen Schaffens dar.

## Aufnahmen
- Berliner Sinfonie-Orchester, Claus Peter Flor, 1987.